# Zwemmen op de Paralympische Zomerspelen 2004
Op de XIIe Paralympische Spelen die in 2004 werden gehouden in het Griekse Athene was zwemmen een van de 19 sporten die werden beoefend tijdens deze spelen.

## Evenementen
Er stonden tijdens deze spelen 161 evenementen op het programma 83 voor de mannen en 78 voor de vrouwen.
- 50 m ruslag
- 100 m ruslag

- 50 m schoolslag
- 100 m schoolslag

- 50 m vlinderslag
- 100 m vlinderslag

- 50 m vrije slag
- 100 m vrije slag
- 200 m vrije slag
- 400 m vrije slag

- 150 m Wisselslag
- 200 m Wisselslag

## Mannen
| Rank | Land                | Tijd    |
| ---- | ------------------- | ------- |
| 1    | China               | 2:27.04 |
| 2    | Brazilië            | 2:32.34 |
| 3    | Verenigd Koninkrijk | 2:37.20 |

| Rank | Land                | Tijd    |
| ---- | ------------------- | ------- |
| 1    | Verenigd Koninkrijk | 3:59.62 |
| 2    | Australië           | 4:02.04 |
| 3    | China               | 4:06.01 |

| Rank | Land        | Tijd    |
| ---- | ----------- | ------- |
| 1    | Oekraïne    | 3:45.97 |
| 2    | Wit-Rusland | 3:55.73 |
| 3    | Japan       | 3:57.73 |

| Rank | Land     | Tijd    |
| ---- | -------- | ------- |
| 1    | Brazilië | 2:37.46 |
| 2    | Japan    | 2:42.52 |
| 3    | Spanje   | 2:44.65 |

| Rank | Land      | Tijd    |
| ---- | --------- | ------- |
| 1    | Australië | 4:26.25 |
| 2    | China     | 4:30.19 |
| 3    | Polen     | 4:30.80 |

| Rank | Land        | Tijd    |
| ---- | ----------- | ------- |
| 1    | Oekraïne    | 4:13.65 |
| 2    | Spanje      | 4:20.85 |
| 3    | Wit-Rusland | 4:21.51 |

### 50 m vrije slag
| Klasse | Snelste tijd | Goud | Goud                | Zilver | Zilver                 | Brons | Brons            |
| ------ | ------------ | ---- | ------------------- | ------ | ---------------------- | ----- | ---------------- |
| S1     | 1:10.88      | ISR  | Izhak Mamistvalov   | GRE    | Christos Tampaxis      | POR   | João Martins     |
| S2     | 1:06.87      | GBR  | Jim Anderson        | FRA    | Philippe Revillon      | USA   | Curtis Lovejoy   |
| S3     | 45.65        | CZE  | Martin Kovar        | CHN    | Jian Ping Du           | PER   | Jimmy Eulert     |
| S4     | 35.41        | BRA  | Clodoaldo Silva     | JPN    | Yuji Hanada            | FRA   | David Smetanine  |
| S5     | 32.62        | ESP  | Sebastian Rodriguez | UKR    | Dmytro Kryzhanovskyy   | GBR   | Anthony Stephens |
| S6     | 30.80        | CHN  | Jianhua Yin         | ESP    | Daniel Vidal           | SWE   | Anders Olsson    |
| S7     | 28.77        | GBR  | David Roberts       | GBR    | Matt Walker            | USA   | Lantz Lamback    |
| S8     | 26.84        | CHN  | Xiao Fu Wang        | GRE    | Konstantinos Fykas     | AUS   | Ben Austin       |
| S9     | 26.37        | CHN  | Xiao Ming Xiong     | CHN    | RenjieWang             | AUS   | Matthew Cowdrey  |
| S10    | 24.71        | CAN  | Benoît Huot         | ESP    | David Levecq           | USA   | Justin Zook      |
| S11    | 26.64        | JPN  | Junichi Kawai       | POL    | Grzegorz Polkowski     | UKR   | Viktor Smyrnov   |
| S12    | 24.80        | UKR  | Dmytro Aleksyeyev   | BLR    | Raman Makarau          | CHN   | Bin Wu           |
| S13    | 24.88        | RUS  | Andrey Strokin      | GRE    | Charalampos Taiganidis | RSA   | Scott Field      |

### 100 m vrije slag
| Klasse | Snelste tijd | Goud | Goud                | Zilver | Zilver               | Brons | Brons               |
| ------ | ------------ | ---- | ------------------- | ------ | -------------------- | ----- | ------------------- |
| S1     | 2:35.24      | ISR  | Izhak Mamistvalov   | GRE    | Christos Tampaxis    | CZE   | Jiri Kaderavek      |
| S2     | 2:21.49      | GBR  | Jim Anderson        | USA    | Curtis Lovejoy       | FRA   | Philippe Revillon   |
| S3     | 1:43.51      | CZE  | Martin Kovar        | CHN    | Jian Ping Du         | GRE   | Ioannis Kostakis    |
| S4     | 1:19.51      | BRA  | Clodoaldo Silva     | JPN    | Yuji Hanada          | ESP   | Richard Oribe       |
| S5     | 1:13.39      | ESP  | Sebastian Rodriguez | UKR    | Dmytro Kryzhanovskyy | GBR   | Anthony Stephens    |
| S6     | 1:07.60      | CHN  | Jianhua Yin         | CHN    | Yuan Tang            | SWE   | Anders Olsson       |
| S7     | 1:01.65      | GBR  | David Roberts       | GBR    | Matt Walker          | USA   | Lantz Lamback       |
| S8     | 59.83        | AUS  | Ben Austin          | GRE    | Konstantinos Fykas   | AUS   | Ricardo Moffatti    |
| S9     | 58.15        | AUS  | Matthew Cowdrey     | CHN    | Xiao Ming Xiong      | USA   | Michael Prout Jr    |
| S10    | 53.73        | CAN  | Benoît Huot         | ESP    | David Levecq         | NED   | Mike van der Zanden |
| S11    | 1:00.79      | UKR  | Viktor Smyrnov      | JPN    | Junichi Kawai        | CAN   | Donovan Tildesley   |
| S12    | 54.49        | BLR  | Raman Makarau       | UKR    | Dmytro Aleksyeyev    | BLR   | Sergei Punko        |
| S13    | 55.27        | RUS  | Andrey Strokin      | RSA    | Scott Field          | GER   | Daniel Clausner     |

### 200 m vrije slag
| Klasse | Snelste tijd | Goud | Goud                | Zilver | Zilver            | Brons | Brons             |
| ------ | ------------ | ---- | ------------------- | ------ | ----------------- | ----- | ----------------- |
| S2     | 4:49.81      | GBR  | Jim Anderson        | ISR    | Izhak Mamistvalov | FRA   | Philippe Revillon |
| S3     | 3:42.63      | CZE  | Martin Kovar        | CHN    | Jian Ping Du      | ITA   | Carlo Piccoli     |
| S4     | 2:55.75      | BRA  | Clodoaldo Silva     | ESP    | Richard Oribe     | JPN   | Yuji Hanada       |
| S5     | 2:41.87      | ESP  | Sebastian Rodriguez | GBR    | Anthony Stephens  | POL   | Ryszard Beczek    |

### 400 m vrije slag
| Klasse | Snelste tijd | Goud | Goud              | Zilver | Zilver             | Brons | Brons            |
| ------ | ------------ | ---- | ----------------- | ------ | ------------------ | ----- | ---------------- |
| S6     | 5:03.76      | SWE  | Anders Olsson     | CHN    | Yuan Tang          | DEN   | Peter Andersen   |
| S7     | 4:56.11      | GBR  | David Roberts     | CHN    | Rong Tian          | ISR   | Nimrod Zviran    |
| S8     | 4:40.30      | GER  | Christoph Burkard | GER    | Christopher Kueken | CRO   | Mihovil Spanja   |
| S9     | 4:25.42      | USA  | Michael Prout Jr  | GBR    | James Crisp        | AUS   | Matthew Cowdrey  |
| S10    | 4:15.01      | CAN  | Benoît Huot       | GBR    | Robert Welbourn    | POL   | Piotr Pijanowski |
| S11    | 4:44.79      | UKR  | Viktor Smyrnov    | CAN    | Donovan Tildesley  | ESP   | Enhamed Mohamed  |
| S12    | 4:11.58      | BLR  | Sergei Punko      | ESP    | Enrique Floriano   | BLR   | Raman Makarau    |
| S13    | 4:28.84      | CAN  | Walter Wu         | RSA    | Scott Field        | CAN   | Brian Hill       |

### 50 m vlinderslag
| Klasse | Snelste tijd | Goud | Goud            | Zilver | Zilver            | Brons | Brons                  |
| ------ | ------------ | ---- | --------------- | ------ | ----------------- | ----- | ---------------------- |
| S4     | 45.12        | BRA  | Clodoaldo Silva | THA    | Somchai Doungkaew | MEX   | Jose Arnulfo Castorena |
| S5     | 37.50        | CHN  | Junquan He      | HUN    | Ervin Kovacs      | FRA   | Pascal Pinard          |
| S6     | 32.82        | CHN  | Peng Li         | RUS    | Igor Plotnikov    | ESP   | Daniel Vidal           |
| S7     | 31.32        | CHN  | Rong Tian       | CHN    | Mang Pei          | UKR   | Yuriy Andryushin       |

### 100 m vlinderslag
| Klasse | Snelste tijd | Goud | Goud                   | Zilver | Zilver          | Brons | Brons           |
| ------ | ------------ | ---- | ---------------------- | ------ | --------------- | ----- | --------------- |
| S8     | 1:05.20      | CHN  | Xiao Fu Wang           | AUS    | Ben Austin      | GBR   | Giles Long      |
| S9     | 1:02.66      | ESP  | Jesus Collado          | AUS    | Matthew Cowdrey | AUS   | Sam Bramham     |
| S10    | 59.54        | CAN  | Benoît Huot            | AUS    | Daniel Bell     | GBR   | Jody Cundy      |
| S11    | 1:06.34      | UKR  | Viktor Smyrnov         | JPN    | Junichi Kawai   | ESP   | Enhamed Mohamed |
| S12    | 58.79        | BLR  | Raman Makarau          | BLR    | Sergei Punko    | ESP   | Israel Oliver   |
| S13    | 1:01.50      | GRE  | Charalampos Taiganidis | RSA    | Scott Field     | RUS   | Andrey Strokin  |

### 50 m schoolslag
| Klasse | Snelste tijd | Goud | Goud                   | Zilver | Zilver            | Brons | Brons           |
| ------ | ------------ | ---- | ---------------------- | ------ | ----------------- | ----- | --------------- |
| SB2    | 56.27        | MEX  | Jose Arnulfo Castorena | THA    | Somchai Doungkaew | USA   | Michael Demarco |
| SB3    | 51.27        | ESP  | Miguel Luque           | ESP    | Vicente Gil       | JPN   | Hiroshi Karube  |

### 100 m schoolslag
| Klasse | Snelste tijd | Goud | Goud                 | Zilver | Zilver               | Brons | Brons             |
| ------ | ------------ | ---- | -------------------- | ------ | -------------------- | ----- | ----------------- |
| SB4    | 1:40.22      | FRA  | Pascal Pinard        | BRA    | Ivanildo Vasconcelos | BRA   | Francisco Avelino |
| SB5    | 1:33.01      | RSA  | Tadhg Slattery       | NED    | Kasper Engel         | MEX   | Pedro Rangel      |
| SB6    | 1:29.93      | GBR  | Gareth Duke          | USA    | Travis Mohr          | FRA   | Eric Lindmann     |
| SB7    | 1:23.28      | GBR  | Sascha Kindred       | CHN    | Baoren Gong          | CHN   | Peng Li           |
| SB8    | 1:10.40      | UKR  | Andriy Kalyna        | GBR    | James Crisp          | CHN   | Ke Qiang Li       |
| SB9    | 1:11.13      | RUS  | Dmitri Poline        | AUS    | Daniel Bell          | RUS   | Denis Dorogaev    |
| SB11   | 1:10.53      | UKR  | Oleksandr Mashchenko | UKR    | Viktor Smyrnov       | THA   | Panom Lagsanaprim |
| SB12   | 1:12.54      | UKR  | Dmytro Aleksyeyev    | BLR    | Sergei Punko         | UKR   | Dmytro Kuzmin     |
| SB13   | 1:12.09      | RUS  | Andrey Strokin       | GER    | Daniel Clausner      | NZL   | Daniel Sharp      |

### 50 m rugslag
| Klasse | Snelste tijd | Goud | Goud               | Zilver | Zilver                | Brons | Brons               |
| ------ | ------------ | ---- | ------------------ | ------ | --------------------- | ----- | ------------------- |
| S1     | 1:22.20      | GRE  | Christos Tampaxis  | GRE    | Alexandros Taxildaris | POR   | João Martins        |
| S2     | 1:05.51      | GBR  | Jim Anderson       | POL    | Miroslaw Piesak       | GRE   | Georgios Kapellakis |
| S3     | 53.66        | CHN  | Jian Ping Du       | RUS    | Albert Bakaev         | PER   | Jimmy Eulert        |
| S4     | 45.73        | MEX  | Juan Ignacio Reyes | LTU    | Kestutis Skucas       | CHN   | Hua Bin Zeng        |
| S5     | 37.53        | CHN  | Junquan He         | HUN    | Ervin Kovacs          | HUN   | Zsolt Vereczkei     |

### 100 m rugslag
| Klasse | Snelste tijd | Goud | Goud                   | Zilver | Zilver          | Brons | Brons             |
| ------ | ------------ | ---- | ---------------------- | ------ | --------------- | ----- | ----------------- |
| S6     | 1:13.99      | RUS  | Igor Plotnikov         | CHN    | Yuan Tang       | POL   | Mateusz Michalski |
| S7     | 1:16.67      | GBR  | Andrew Lindsay         | ARG    | Guillermo Marro | FRA   | Eric Lindmann     |
| S8     | 1:10.15      | USA  | Travis Mohr            | IRL    | David Malone    | CRO   | Mihovil Spanja    |
| S9     | 1:06.68      | USA  | Jarrett Perry          | GBR    | James Crisp     | ESP   | Jesus Collado     |
| S10    | 1:07.70      | USA  | Justin Zook            | CAN    | Benoît Huot     | AUS   | Rod Welsh         |
| S11    | 1:11.29      | UKR  | Viktor Smyrnov         | ESP    | Javier Goni     | JPN   | Junichi Kawai     |
| S12    | 1:02.75      | BLR  | Raman Makarau          | UKR    | Sergiy Klippert | JPN   | Yoshikazu Sakai   |
| S13    | 1:03.98      | GRE  | Charalampos Taiganidis | CAN    | Walter Wu       | CAN   | Brian Hill        |

### 150 m wisselslag
| Klasse | Snelste tijd | Goud | Goud            | Zilver | Zilver                 | Brons | Brons              |
| ------ | ------------ | ---- | --------------- | ------ | ---------------------- | ----- | ------------------ |
| SM3    | 3:00.50      | CHN  | Jian Ping Du    | MEX    | Jose Arnulfo Castorena | MEX   | Juan Ignacio Reyes |
| SM4    | 2:39.15      | BRA  | Clodoaldo Silva | ESP    | Xavier Torres          | THA   | Sanit Songnork     |

### 200 m wisselslag
| Klasse | Snelste tijd | Goud | Goud               | Zilver | Zilver            | Brons | Brons                |
| ------ | ------------ | ---- | ------------------ | ------ | ----------------- | ----- | -------------------- |
| SM5    | 3:04.15      | CHN  | Junquan He         | HUN    | Ervin Kovacs      | FRA   | Pascal Pinard        |
| SM6    | 2:51.39      | GBR  | Sascha Kindred     | CHN    | Yuan Run Yang     | GER   | Swen Michaelis       |
| SM7    | 2:43.65      | USA  | Rudy Garcia-Tolson | GBR    | David Roberts     | FRA   | Eric Lindmann        |
| SM8    | 2:26.82      | CHN  | Xiao Fu Wang       | AUS    | Ben Austin        | CRO   | Mihovil Spanja       |
| SM9    | 2:21.80      | AUS  | Matthew Cowdrey    | UKR    | Andriy Kalyna     | GBR   | James Crisp          |
| SM10   | 2:15.78      | CAN  | Benoît Huot        | AUS    | Rod Welsh         | POL   | Piotr Pijanowski     |
| SM11   | 2:28.47      | UKR  | Viktor Smyrnov     | CAN    | Donovan Tildesley | UKR   | Oleksandr Mashchenko |
| SM12   | 2:14.42      | BLR  | Sergei Punko       | BLR    | Raman Makarau     | ESP   | Enrique Floriano     |
| SM13   | 2:24.40      | GER  | Daniel Clausner    | CAN    | Walter Wu         | GBR   | Dervis Konuralp      |

## Vrouwen
| Rank | Land                | Tijd    |
| ---- | ------------------- | ------- |
| 1    | Japan               | 3:00.62 |
| 2    | Verenigd Koninkrijk | 3:12.75 |
| 3    | Verenigde Staten    | 3:12.80 |

| Rank | Land             | Tijd    |
| ---- | ---------------- | ------- |
| 1    | Verenigde Staten | 4:40.57 |
| 2    | Canada           | 4:41.70 |
| 3    | Australië        | 4:44.57 |

| Rank | Land                | Tijd    |
| ---- | ------------------- | ------- |
| 1    | Verenigd Koninkrijk | 3:16.34 |
| 2    | Spanje              | 3:31.47 |
| 3    | Japan               | 3:33.11 |

| Rank | Land             | Tijd    |
| ---- | ---------------- | ------- |
| 1    | Verenigde Staten | 5:14.08 |
| 2    | Canada           | 5:18.57 |
| 3    | Australië        | 5:25.02 |

### 50 m vrije slag
| Klasse | Snelste tijd | Goud | Goud               | Zilver | Zilver              | Brons | Brons            |
| ------ | ------------ | ---- | ------------------ | ------ | ------------------- | ----- | ---------------- |
| S2     | 1:18.60      | ESP  | Sara Carracelas    | GRE    | Maria Kalpakidou    | GBR   | Danielle Watts   |
| S3     | 58.16        | MEX  | Patricia Valle     | GBR    | Fran Williamson     | GER   | Annke Conradi    |
| S4     | 39.22        | JPN  | Mayumi Narita      | USA    | Melanie Benn        | DEN   | Karen Breumsoe   |
| S5     | 37.26        | UKR  | Olena Akopyan      | FRA    | Béatrice Hess       | ESP   | Teresa Perales   |
| S6     | 36.14        | MEX  | Doramitzi Gonzalez | FRA    | Ludivine Loiseau    | JPN   | Erika Nara       |
| S7     | 34.34        | USA  | Erin Popovich      | GER    | Kirsten Bruhn       | CAN   | Danielle Campo   |
| S8     | 31.51        | NOR  | Cecilie Drabsch    | ISR    | Keren Or Leybovitch | NED   | Pernille Thomsen |
| S9     | 29.52        | RSA  | Natalie du Toit    | RUS    | Irina Grazhdanova   | CAN   | Stephanie Dixon  |
| S10    | 28.75        | CAN  | Anne Polinario     | SVK    | Viera Mikulasikova  | ESP   | Esther Morales   |
| S11    | 32.35        | BRA  | Fabiana Sugimori   | GER    | Natalie Ball        | NED   | Marion Nijhof    |
| S12    | 28.02        | CHN  | Hong Yan Zhu       | EST    | Marge Kõrkjas       | UKR   | Yuliya Volkova   |
| S13    | 28.47        | CAN  | Kirby Cote         | AUS    | Prue Watt           | CAN   | Chelsey Gotell   |

### 100 m vrije slag
| Klasse | Snelste tijd | Goud | Goud                  | Zilver | Zilver              | Brons | Brons                 |
| ------ | ------------ | ---- | --------------------- | ------ | ------------------- | ----- | --------------------- |
| S2     | 2:49.38      | ESP  | Sara Carracelas       | GBR    | Danielle Watts      | ARG   | Betiana Basualdo      |
| S3     | 2:08.09      | MEX  | Patricia Valle        | GER    | Annke Conradi       | GBR   | Fran Williamson       |
| S4     | 1:25.07      | JPN  | Mayumi Narita         | DEN    | Karen Breumsoe      | USA   | Melanie 'Hottie' Benn |
| S5     | 1:19.96      | ESP  | Teresa Perales        | FRA    | Béatrice Hess       | UKR   | Olena Akopyan         |
| S6     | 1:17.43      | MEX  | Doramitzi Gonzalez    | FRA    | Ludivine Loiseau    | JPN   | Erika Nara            |
| S7     | 1:14.61      | USA  | Erin Popovich         | AUS    | Chantel Wolfenden   | GER   | Kirsten Bruhn         |
| S8     | 1:09.67      | USA  | Jessica Long          | ISR    | Keren Or Leybovitch | NOR   | Cecilie Drabsch       |
| S9     | 1:02.83      | RSA  | Natalie du Toit       | CAN    | Stephanie Dixon     | GER   | Christiane Reppe      |
| S10    | 1:03.65      | CAN  | Anne Cecile Polinario | POL    | Katarzyna Pawlik    | GBR   | Sarah Bailey          |
| S11    | 1:12.10      | ESP  | Anais Garcia          | GER    | Natalie Ball        | NED   | Marion Nijhof         |
| S12    | 1:01.99      | CHN  | Hong Yan Zhu          | POL    | Patrycja Harajda    | POL   | Joanna Mendak         |
| S13    | 1:01.74      | CAN  | Kirby Cote            | AUS    | Prue Watt           | CAN   | Chelsey Gotell        |

### 200 m vrije slag
| Klasse | Snelste tijd | Goud | Goud          | Zilver | Zilver         | Brons | Brons            |
| ------ | ------------ | ---- | ------------- | ------ | -------------- | ----- | ---------------- |
| S4     | 3:02.00      | JPN  | Mayumi Narita | DEN    | Karen Breumsoe | USA   | Cheryl Angelelli |
| S5     | 2:49.99      | FRA  | Béatrice Hess | UKR    | Olena Akopyan  | ISR   | Inbal Pezaro     |

### 400 m vrije slag
| Klasse | Snelste tijd | Goud | Goud                  | Zilver | Zilver          | Brons | Brons            |
| ------ | ------------ | ---- | --------------------- | ------ | --------------- | ----- | ---------------- |
| S6     | 5:49.18      | MEX  | Doramitzi Gonzalez    | GBR    | Mhairi Love     | GBR   | Nyree Lewis      |
| S7     | 5:20.26      | AUS  | Chantel Wolfenden     | RUS    | Oxana Guseva    | CAN   | Danielle Campo   |
| S8     | 5:07.88      | USA  | Jessica Long          | AUS    | Lichelle Clarke | FRO   | Heidi Andreasen  |
| S9     | 4:28.09      | RSA  | Natalie du Toit       | CAN    | Stephanie Dixon | GER   | Christiane Reppe |
| S10    | 4:51.08      | POL  | Katarzyna Pawlik      | GER    | Claudia Hengst  | USA   | Ashley Owens     |
| S12    | 4:51.20      | ESP  | Ana Garcia-Arcicollar | ESP    | Deborah Font    | UKR   | Yuliya Volkova   |
| S13    | 4:43.23      | CAN  | Kirby Cote            | AUS    | Prue Watt       | GBR   | Rhiannon Henry   |

### 50 m vlinderslag
| Klasse | Snelste tijd | Goud | Goud             | Zilver | Zilver             | Brons | Brons               |
| ------ | ------------ | ---- | ---------------- | ------ | ------------------ | ----- | ------------------- |
| S4     | 56.36        | SWE  | Sandra Erikson   | MEX    | Patricia Valle     | FRA   | Anne Cecile Lequien |
| S5     | 44.70        | ESP  | Teresa Perales   | UKR    | Olena Akopyan      | HUN   | Katalin Engelhardt  |
| S6     | 40.25        | FRA  | Ludivine Loiseau | MEX    | Doramitzi Gonzalez | AUS   | Sarah Rose          |
| S7     | 37.37        | USA  | Erin Popovich    | CHN    | Min Huang          | CAN   | Elisabeth Walker    |

### 100 m vlinderslag
| Klasse | Snelste tijd | Goud | Goud                  | Zilver | Zilver           | Brons | Brons                 |
| ------ | ------------ | ---- | --------------------- | ------ | ---------------- | ----- | --------------------- |
| S8     | 1:23.04      | ITA  | Immacolata Cerasuolo  | HUN    | Dora Pasztory    | CAN   | Andrea Cole           |
| S9     | 1:07.69      | RSA  | Natalie du Toit       | CAN    | Stephanie Dixon  | AUS   | Kate Bailey           |
| S10    | 1:12.30      | POL  | Magdalena Szczepinska | POL    | Katarzyna Pawlik | GER   | Claudia Hengst        |
| S12    | 1:04.87      | POL  | Joanna Mendak         | CHN    | Hong Yan Zhu     | ESP   | Ana Garcia-Arcicollar |
| S13    | 1:07.44      | CAN  | Kirby Cote            | AUS    | Prue Watt        | GBR   | Rhiannon Henry        |

### 50 m schoolslag
| Klasse | Snelste tijd | Goud | Goud          | Zilver | Zilver         | Brons | Brons           |
| ------ | ------------ | ---- | ------------- | ------ | -------------- | ----- | --------------- |
| SB3    | 56.20        | JPN  | Mayumi Narita | GBR    | Maggie McEleny | AUS   | Marayke Jonkers |

### 100 m schoolslag
| Klasse | Snelste tijd | Goud | Goud                 | Zilver | Zilver                    | Brons | Brons          |
| ------ | ------------ | ---- | -------------------- | ------ | ------------------------- | ----- | -------------- |
| SB4    | 1:59.38      | FRA  | Béatrice Hess        | ISR    | Inbal Pezaro              | ESP   | Teresa Perales |
| SB5    | 1:52.81      | GER  | Kirsten Bruhn        | GBR    | Nyree Lewis               | HUN   | Gitta Raczko   |
| SB6    | 1:41.84      | AUS  | Sarah Bowen          | GBR    | Liz Johnson               | USA   | Deb Gruen      |
| SB7    | 1:38.66      | USA  | Erin Popovich        | ISL    | Kristin Ros Hakonardottir | CHN   | Min Huang      |
| SB8    | 1:23.85      | DEN  | Sisse Grynet Egeborg | USA    | Mikhaila Rutherford       | USA   | Beth Riggle    |
| SB9    | 1:24.17      | CZE  | Katerina Coufalova   | GBR    | Sarah Bailey              | USA   | Carly Haynie   |
| SB11   | 1:32.31      | GBR  | Elaine Barrett       | GER    | Natalie Ball              | RUS   | Olga Sokolova  |
| SB12   | 1:21.41      | ESP  | Sandra Gomez         | ESP    | Deborah Font              | UKR   | Yuliya Volkova |
| SB13   | 1:17.32      | CYP  | Karolina Pelendritou | CAN    | Kirby Cote                | AUS   | Prue Watt      |

### 50 m rugslag
| Klasse | Snelste tijd | Goud | Goud            | Zilver | Zilver           | Brons | Brons               |
| ------ | ------------ | ---- | --------------- | ------ | ---------------- | ----- | ------------------- |
| S2     | 1:19.25      | ESP  | Sara Carracelas | GRE    | Maria Kalpakidou | GBR   | Danielle Watts      |
| S3     | 1:04.88      | GER  | Annke Conradi   | GBR    | Fran Williamson  | POR   | Susana Barroso      |
| S4     | 49.54        | JPN  | Mayumi Narita   | BRA    | Edenia Garcia    | FRA   | Anne Cecile Lequien |
| S5     | 42.36        | CZE  | Bela Hlavackova | FRA    | Béatrice Hess    | ESP   | Teresa Perales      |

### 100 m rugslag
| Klasse | Snelste tijd | Goud | Goud                      | Zilver | Zilver           | Brons | Brons              |
| ------ | ------------ | ---- | ------------------------- | ------ | ---------------- | ----- | ------------------ |
| S6     | 1:32.03      | GBR  | Nyree Lewis               | FRA    | Ludivine Loiseau | MEX   | Doramitzi Gonzalez |
| S7     | 1:25.56      | ISL  | Kristin Ros Hakonardottir | GER    | Kirsten Bruhn    | AUS   | Chantel Wolfenden  |
| S8     | 1:19.55      | ISR  | Keren Or Leybovitch       | HUN    | Dora Pasztory    | NED   | Chantal Boonacker  |
| S9     | 1:10.01      | CAN  | Stephanie Dixon           | RSA    | Natalie du Toit  | GBR   | Claire Cashmore    |
| S10    | 1:12.25      | USA  | Mikhaila Rutherford       | CAN    | Anne Polinario   | ESP   | Esther Morales     |
| S11    | 1:22.35      | CHN  | Qiming Dong               | JPN    | Rina Akiyama     | RUS   | Olga Sokolova      |
| S12    | 1:08.89      | CHN  | Hong Yan Zhu              | POL    | Patrycja Harajda | USA   | Trischa Zorn       |
| S13    | 1:12.71      | CAN  | Chelsey Gotell            | CAN    | Kirby Cote       | USA   | Jennifer Butcher   |

### 150 m wisselslag
| Klasse | Snelste tijd | Goud | Goud          | Zilver | Zilver         | Brons | Brons           |
| ------ | ------------ | ---- | ------------- | ------ | -------------- | ----- | --------------- |
| SM4    | 2:45.20      | JPN  | Mayumi Narita | GBR    | Maggie McEleny | AUS   | Marayke Jonkers |

### 200 m wisselslag
| Klasse | Snelste tijd | Goud | Goud                | Zilver | Zilver               | Brons | Brons               |
| ------ | ------------ | ---- | ------------------- | ------ | -------------------- | ----- | ------------------- |
| SM6    | 3:18.68      | GBR  | Natalie Jones       | GBR    | Nyree Lewis          | GER   | Maria Goetze        |
| SM7    | 3:05.57      | USA  | Erin Popovich       | CHN    | Min Huang            | AUS   | Chantel Wolfenden   |
| SM8    | 2:55.01      | HUN  | Dora Pasztory       | ITA    | Immacolata Cerasuolo | ISR   | Keren Or Leybovitch |
| SM9    | 2:29.98      | RSA  | Natalie du Toit     | CAN    | Stephanie Dixon      | GBR   | Claire Cashmore     |
| SM10   | 2:38.10      | USA  | Mikhaila Rutherford | GBR    | Sarah Bailey         | GER   | Claudia Hengst      |
| SM11   | 3:04.24      | RUS  | Olga Sokolova       | NED    | Marion Nijhof        | GER   | Natalie Ball        |
| SM12   | 2:30.09      | CHN  | Hong Yan Zhu        | POL    | Patrycja Harajda     | ESP   | Deborah Font        |
| SM13   | 2:31.20      | CAN  | Kirby Cote          | AUS    | Prue Watt            | CAN   | Chelsey Gotell      |

Atletiek · Bankdrukken · Basketbal · Blindenvoetbal · Boogschieten · Boccia · CP-voetbal · Goalball · Judo · Paardensport · Rugby · Schermen · Schietsport · Tafeltennis · Tennis · Volleybal · Wielersport · Zeilen · Zwemmen
Rome 1960 ·
Tokio 1964 ·
Tel Aviv 1968 ·
Heidelberg 1972 ·
Toronto 1976 ·
Arnhem 1980 ·
New York & Stoke Mandeville 1984 ·
Seoel 1988 ·
Barcelona 1992 ·
Atlanta 1996 ·
Sydney 2000 ·
Athene 2004 ·
Peking 2008 ·
Londen 2012 ·
Rio de Janeiro 2016 ·
Tokio 2020 ·
Parijs 2024 ·
Los Angeles 2028